# Víctor Cruz Weffer
Víctor Cruz Weffer (1952, Venezuela) militar venezolano. Sirvió como comandante en jefe del ejército venezolano desde julio de 2001 hasta diciembre de 2001, destituido por cargos de corrupción.

## Primeros años
Cruz Weffer ocupó el puesto número 2 de su promoción 1973 en la Academia Militar de Venezuela. estuvo casado con Lenis Josefina León de Cruz. Fue parte del círculo de confianza de Hugo Chávez, aunque se abstuvo de participar el primer intento de golpe de Estado de Venezuela de 1992.

## Plan Bolívar 2000
Cruz Weffer fue el comandante del ejército a cargo del Plan Bolívar 2000, la primera de las "misiones bolivarianas" durante el 
Primer gobierno de Hugo Chávez. Debido a una serie de acusaciones de corrupción sobre el Plan Bolívar, en el Segundo gobierno de Hugo Chávez, este lo destituye del cargo sin ninguna explicación por evitar escándalos en diciembre de 2001.  La misión fue cancelada en 2002. Cruz Weffer no fue acusado de ningún delito en ese momento.

## Cargos de corrupción
En 2002 se inició una investigación; un mes antes de que Weffer adquiriera acciones de la empresa de Seychelles Univers Investments Ltd. Fue presidente de la Fundación Propatria 2000 y del Fondo Nacional de Desarrollo Urbano (Fondur). En 2007, los fiscales lo acusaron de enriquecimiento ilícito, de no revelar intereses financieros y de enviar cientos de miles de dólares a cuentas bancarias en el extranjero. Univers Investments utilizó acciones al portador, que pueden utilizarse para ocultar la propiedad de inversiones extraterritoriales. La empresa del ex comandante en jefe de las Fuerza Armada Nacional Bolivariana fue declarada inactiva en enero de 2011. En 2011, Weffer fue absuelto. En abril de 2016, fue nombrado en los Papeles de Panamá, documentos filtrados relacionados con el banco offshore. El 21 de marzo de 2018, Cruz Weffer fue arrestado en el Aeropuerto Internacional de Maiquetía Simón Bolívar debido a su participación en la filtración de los Papeles de Panamá.